# Barsuki (rejon lepelski)
Barsuki (biał. Барсукі; ros. Барсуки) – wieś na Białorusi, w obwodzie witebskim, w rejonie lepelskim, w sielsowiecie Domżarycy. W 2009 roku liczyła 104 mieszkańców.